# Machine Gun (Peter Brötzmann)
Machine Gun è il secondo album in studio del sassofonista tedesco Peter Brötzmann. Fu registrato nel 1968 nel Lila Eule a Brema e fu inizialmente auto-edito, prima di essere pubblicato nel 1971 da Free Music Production. Nel 1990 fu ripubblicata un'edizione deluxe del disco in formato CD sempre da Free Music Production, mentre nel 2007 Atavistic Records, un'etichetta discografica di Chicago, pubblicò The Complete Machine Gun Sessions.

## Tracce

### Edizione originale
Lato A
1. Machine Gun – 17:16 (Peter Brötzmann)

Lato B
1. Responsible – 8:17 (Fred Van Hove)
2. Music For Han Bennink – 11:22 (Willem Breuker)

### Versione rimasterizzata del 1990
1. Machine Gun (Second Take) – 14:57 (Brötzmann)
2. Machine Gun (Third Take) – 17:13 (Brötzmann)
3. Responsible (For Jan Van den Ven) (First Take) – 10:00 (Van Hove)
4. Responsible (For Jan Van den Ven) (Second Take) – 8:12 (Van Hove)
5. Music for Han Bennink – 11:22 (Breuker)

### The Complete Machine Gun Sessions
1. Machine Gun – 17:19 (Brötzmann)
2. Responsible / For Jan Van De Ven – 8:20 (Van Hove)
3. Music for Han Bennink – 11:29 (Breuker)
4. Machine Gun (Second Take) (Alternate Take) – 15:01 (Brötzmann)
5. Responsible / For Jan Van de Ven (First Take) (Alternate Take) – 10:08 (Van Hove)
6. Machine Gun (Live) – 17:40 (Brötzmann)

## Formazione
- Peter Brötzmann – sassofono tenore, sassofono baritono
- Evan Parker – sassofono tenore
- Willem Breuker – clarinetto basso, sassofono tenore
- Fred Van Hove – pianoforte
- Peter Kowald – contrabbasso
- Buschi Niebergall – contrabbasso
- Sven-Åke Johansson – batteria
- Han Bennink – batteria